# Чемпионат Шотландии по кёрлингу среди смешанных команд 2023
Чемпионат Шотландии по кёрлингу среди смешанных команд 2023 проводился с 17 по 18 марта 2023 года в городе Форфар.
В чемпионате принимало участие 3 команды.
Победитель чемпионата получал право как смешанная сборная Шотландии выступать на чемпионате мира 2023.
Победителями чемпионата стала (впервые в истории чемпионатов) команда скипа Jack Strawhorn, победившая в финале команду скипа Кэмерона Брайса; бронзовые медали получила команда скипа Ewan Mitchell.

## Формат соревнований
На первом, групповом этапе команды играют между собой по круговой системе в два круг. Две лучшие команды проходят во второй этап, где играют в финале; бронзовые медали получает команда, занявшая на групповом этапе 3-е место.
Матчи играются в 8 эндов.
Время начала матчей указано местное (UTC±0:00).

## Составы команд
| Команда        | Четвёртый      | Третий          | Второй         | Первый        | Кёрлинг-клуб/Город            |
| -------------- | -------------- | --------------- | -------------- | ------------- | ----------------------------- |
| Team Bryce     | Кэмерон Брайс  | Робин Манро     | Скотт Хислоп   | Laura Watt    | Border Ice Rink (Келсо)       |
| Team Mitchell  | Ewan Mitchell  | Layla Al-Saffar | Bruce Kiellor  | Nicola Joiner | Forfar Indoor Sports (Форфар) |
| Team Strawhorn | Jack Strawhorn | Robyn Mitchell  | Kaleb Johnston | Amy Mitchell  | Dumfries Ice Bowl (Дамфрис)   |

(скипы выделены полужирным шрифтом; источник: )

## Групповой этап
|    | Команда        | A1      | A2      | A3      | В | П | Место |
| -- | -------------- | ------- | ------- | ------- | - | - | ----- |
| A1 | Team Bryce     | *       | ? 10:2  | 8:2 7:2 | 3 | 0 | 1     |
| A2 | Team Mitchell  | ? 2:10  | *       | 2:6 4:8 | 0 | 3 | 3     |
| A3 | Team Strawhorn | 2:8 2:7 | 6:2 8:4 | *       | 2 | 2 | 2     |

     Проходят в финал

## Финал
26 мая, 14:30
| Команда        | 1 | 2 | 3 | 4 | 5 | 6 | 7 | 8 | Всего |
| Team Strawhorn | 0 | 2 | 0 | 1 | 0 | 0 | 1 | 1 | 5     |
| Team Bryce     | 1 | 0 | 1 | 0 | 1 | 1 | 0 | 0 | 4     |

## Итоговая классификация
| Место | Команда (скип)                  | И | В | П |
| ----- | ------------------------------- | - | - | - |
| 1     | Team Strawhorn (Jack Strawhorn) | 5 | 3 | 2 |
| 2     | Team Bryce (Кэмерон Брайс)      | 4 | 3 | 1 |
| 3     | Team Mitchell (Ewan Mitchell)   | 3 | 0 | 3 |